# شاسیبکلا
شاسیبکلا، روستایی از توابع بخش مرکزی شهرستان بابل در استان مازندران ایران است.

## جمعیت
این روستا در دهستان اسبوکلا قرار دارد و براساس سرشماری مرکز آمار ایران در سال ۱۳۹۵، جمعیت آن ۱۲۷ نفر (۴۴ خانوار) بوده‌است.